# ナミダノキセキ
『ナミダノキセキ』は、野中藍の3作目のアルバム。2008年3月12日にスターチャイルド（キングレコード）より発売された。

## 概要
- アルバムリリースは前作『しあわせのいろ』から約1年4か月ぶりであり、また、2008年における野中の音楽活動の皮切りとなる作品。
- 収録曲の構成は2007年に3か月連続でリリースされたシングル『チアルーガ!』『恋のミュージアム』『ウレシ泣キ』の3曲を含めた全11曲が収録されている。
- 初回限定盤には、新曲「アマノジャク」のPVを収録したDVDが付属され、その中で野中は「自身初の男装」や「メガネをかけた女性」など1人3役を演じている。
- 歌詞カードには、隠しトラックとして「ありがとう」（作詞：野中藍、作曲：菊谷知樹）が収録されていることが書かれている。

## 収録内容
1. CACAO85 [4:25] 
作詞：前田たかひろ、作曲・編曲：橋本由香利
2. あ・り・え・な・い [3:46] 
作詞：村野直球、作曲：AKIRASTAR、編曲：水島康貴・AKIRASTAR
3. アマノジャク [3:53] 
作詞：渡邊亜希子、作曲・編曲：松井望
4. Maybe? [4:40] 
作詞：渡邊亜希子、作曲・編曲：橋本由香利
5. 恋のミュージアム [5:04] 
作詞：朝水彼方、作曲・編曲：平間亮之介
6. NO DREAM×NO LIFE [3:28] 
作詞：前田たかひろ、作曲：AKIRASTAR、編曲：水島康貴
7. チアルーガ! [4:24] 
作詞：村野直球、作曲・編曲：橋本由香利
8. ひとりぼっち [3:16] 
作詞：Satomi、作曲：須田悦弘、編曲：渡辺和紀
9. キラリ [3:44] 
作詞：渡邊亜希子、作曲：オオヤギヒロオ、編曲：川田瑠夏
10. ウレシ泣キ [3:22] 
作詞：前田たかひろ、作曲・編曲：オオヤギヒロオ
11. どんなときだって [7:32] 
作詞：Satomi、作曲：小松寛史、編曲：家原正樹

DVD（初回限定盤のみ）
アマノジャク -Music Clip-